# Transitus
Transitus è il decimo album in studio del gruppo musicale olandese Ayreon, pubblicato il 25 settembre 2020 dalla Mascot Label Group.

## Descrizione
Al pari delle precedenti pubblicazioni anche Transitus è un doppio concept album, la cui storia è tuttavia slegata da quella principale: essa infatti è ambientata nel XIX secolo e ha come protagonisti due amanti, Daniel ed Abby, con un tema che fonde fantascienza e storie di fantasmi in chiave gotica. Riguardo a questo cambiamento, Arjen Anthony Lucassen ha spiegato:
Alla realizzazione del disco hanno preso parte svariati cantanti e musicisti, tra cui Dee Snider, Joe Satriani, Simone Simons e Tommy Karevik.

## Tracce
Testi e musiche di Arjen Anthony Lucassen. Narrazione di Arjen Anthony Lucassen, Lori Linstruth e Tom Baker. Testi in latino di Jaap Toorenaar e Gjalt Lucassen.
CD 1
1. Fatum Horrificum – 10:23
2. Daniel's Descent into Transitus – 2:40
3. Listen to My Story – 4:02
4. Two Worlds Now One – 4:05
5. Talk of the Town – 5:21
6. Old Friend – 1:41
7. Dumb Piece of Rock – 4:13
8. Get Out! Now! – 5:02
9. Seven Days, Seven Nights – 1:27

CD 2
1. Condemned Without a Trial – 3:49
2. Daniel's Funeral – 4:58
3. Hopelessly Slipping Away – 4:28
4. This Human Equation – 4:19
5. Henry's Plot – 2:19
6. Message from Beyond – 5:21
7. Daniel's Vision – 1:44
8. She Is Innocent – 2:09
9. Lavinia's Confession – 1:52
10. Inferno – 2:17
11. Your Story Is Over! – 2:41
12. Abby in Transitus – 3:01
13. The Great Beyond – 2:48

Contenuto bonus nell'edizione earbook
- CD 3 – Instrumentals

1. Fatum Horrificum – 10:23
2. Daniel's Descent into Transitus – 2:40
3. Listen to My Story – 4:03
4. Two Worlds Now One – 3:43
5. Talk of the Town – 4:53
6. Old Friend – 1:15
7. Dump Piece of Rock – 4:13
8. Get Out! Now! – 4:30
9. Seven Days, Seven Nights – 0:55
10. Condemned Without a Trial – 3:31
11. Daniel's Funeral – 4:56
12. Hopelessly Slipping Away – 4:32
13. This Human Equation – 3:36
14. Henry's Plot – 2:20
15. Message from Beyond – 5:21
16. Daniel's Vision – 1:19
17. She Is Innocent – 2:00
18. Lavinia's Confession – 1:52
19. Inferno – 2:18
20. Your Story Is Over! – 2:37
21. Abby in Transitus – 2:33
22. The Great Beyond – 2:22

- CD 4 – Guide Vocals

1. Guilty – 3:03
2. Daniel's Descent into Transitus – 2:37
3. Listen to My Story – 3:44
4. Two Worlds Now One – 3:43
5. Talk of the Town – 4:21
6. Get Out! Now! – 4:30
7. Condemned Without a Trial – 3:31
8. Daniel's Funeral – 4:55
9. Hopelessly Slipping Away – 4:31
10. This Human Equation – 3:41
11. Message From Beyond – 5:21
12. She Is Innocent – 1:38
13. Lavinia's Confession – 1:52
14. Inferno – 2:48
15. Your Story Is Over! – 2:07
16. Abby in Transitus – 2:34
17. The Great Beyond – 2:21

- DVD

1. Behind the Scenes
2. 5.1 Audio Mix
3. 2.0 Hi Res 24 Bit Audio Mix
4. Videoclip with 2.0 and 5.1 Audio
5. Hellscore Choir Session
6. Trailer

## Formazione
Musicisti
- Arjen Lucassen – chitarra, basso, tastiera, glockenspiel, dulcimer, pianoforte giocattolo
- Tom Baker – voce di The Storyteller
- Tommy Karevik – voce di Daniel
- Cammie Gilbert – voce di Abby
- Marcela Bovio – voce di Fury, Servant e Villager
- Paul Manzi – voce di Henry
- Amanda Somerville – voce di Lavinia
- Johannes James – voce di Abraham
- Caroline Westendorf – voce di Fury, Servant e Villager
- Simone Simons – voce di Angel of Death
- Michael Mills – voce di The Statue
- Dee Snider – voce di The Father
- Dan J. Pierson – voce di Villager
- Jan Willem Ketelaers – voce di Villager
- Lisette van der Berg – voce di Villager
- Marjan Welman – voce di Villager
- Will Shaw – voce di Villager
- Wilmer Waarbroek – voce di Villager
- Joost van der Broek – Hammond, pianoforte, Fender Rhodes, arrangiamento orchestrale (introduzione CD 1: traccia 5)
- Juan van Emmerloot – batteria
- Ben Mathot – violino
- Jeroen Goossens – flauti, legni
- Jurriaan Westerveld – violoncello
- Alex Thyssen – corno
- Hellscore – coro
- Noa Gruman – direzione del coro
- Dianne van Giersbergen – soprano
- Patty Gurdy – ghironda
- Thomas Cochrane – tromba, trombone
- Joe Satriani – chitarra solista (CD 1: traccia 8)
- Marty Friedman – chitarra solista (CD 2: traccia 6)

Produzione
- Arjen Lucassen – produzione, registrazione, missaggio, registrazione batteria
- Brett Caldas-Lima – mastering
- Jos Driessen – registrazione batteria
- Paul Midclaft – registrazione voce di Baker
- Yonatan Kossov – registrazione coro
- Thomas Cochrane – registrazione pianoforte, Fender Rhodes, tromba e trombone

## Classifiche
| Classifica (2020) | Posizione massima |
| ----------------- | ----------------- |
| Austria           | 39                |
| Belgio (Fiandre)  | 42                |
| Belgio (Vallonia) | 142               |
| Finlandia         | 24                |
| Francia           | 161               |
| Germania          | 15                |
| Norvegia          | 33                |
| Paesi Bassi       | 1                 |
| Svizzera          | 11                |